# Margalida Segura Segura
Margalida Segura Segura (Manacor, 15 d'abril de 1886 - 1948) fou una metgessa menorquina.
Filla d'un jornaler, o propietari d'una ferreteria, com indiquen altres fonts, una vegada acabada l'ensenyança bàsica el curs 1901-1901, es matriculà a l'Institut de Balears per seguir-hi els estudis de segona ensenyança. Sis anys més tard, el curs 1906-1907, acabà aquests estudis i el 10 de juny de 1907 es presentà a l'examen de grau, que superà de forma satisfactòria amb una qualificació d'aprovat, amb la qual obtingué el títol de segona ensenyança amb data 10 de setembre de 1907. Una vegada obtingut el títol de segona ensenyança, Margalida inicià els estudis universitaris, que la durien a seguir, en primer lloc, dos cursos (1906-7 i 1907-8) a la Universitat de València i després a continuar a la Universitat de Barcelona on, cinc anys després de matricular-s'hi, el 23 de juny de 1914, realitzà l'examen de grau de la Facultat de Medicina i en rebé la qualificació d'aprovat, cosa que li atorgà el títol de llicenciada en Medicina per la Universitat de Barcelona amb data de 26 de juliol de 1915.
Tornada a Mallorca, no exercí la carrera, a excepció d'algun cas en el cercle familiar. La tornem a trobar quan esclata la Guerra Civil, on participa, en el bàndol franquista, com a metgessa voluntària, i ha estat relacionada amb pràctiques de tortura a presos republicans.